# Poecile gambeli
Poecile gambeli là một loài chim trong họ Paridae.